# Tag (firma)

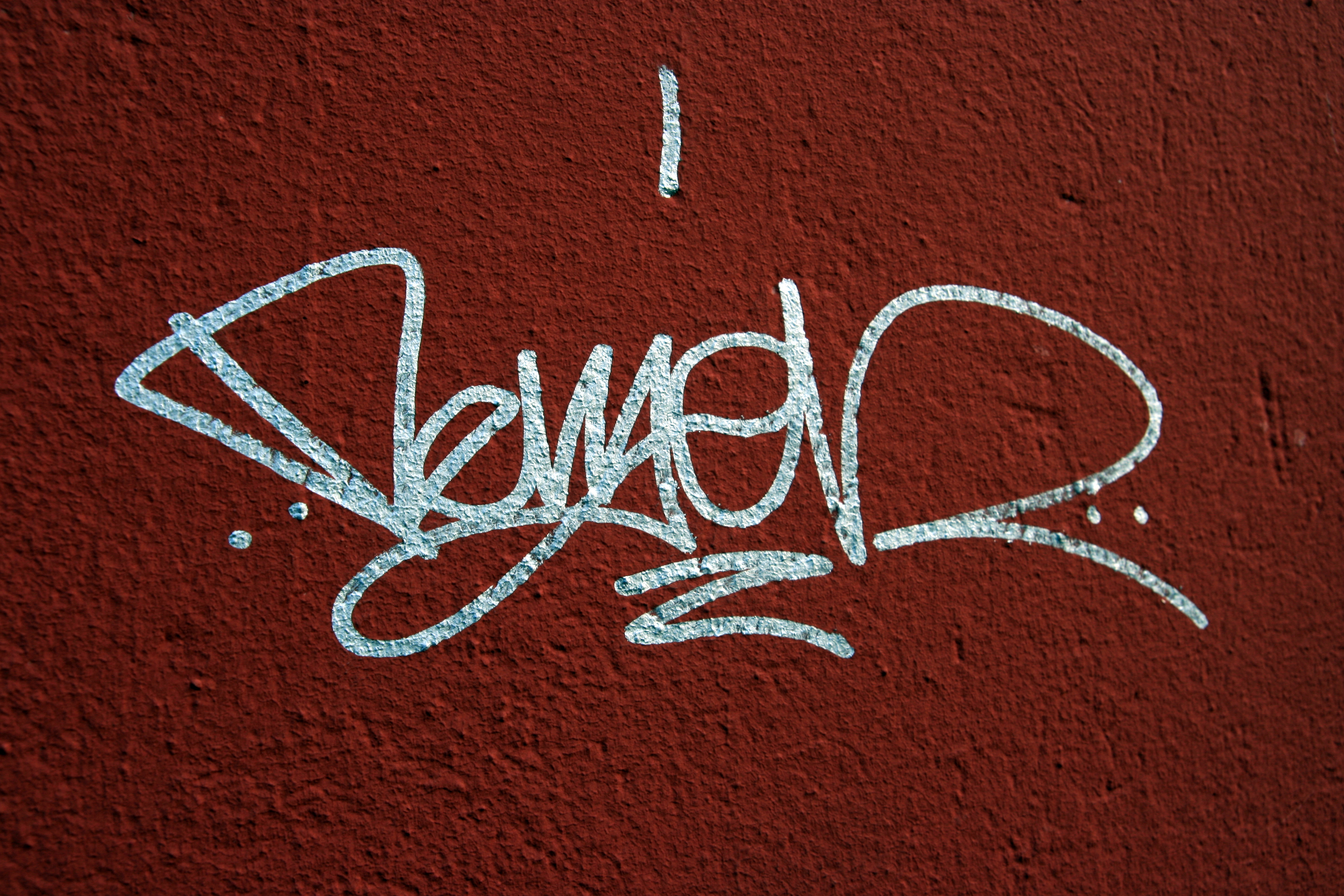
Un esempio di tag

Il tag è il nome in codice che graffitisti (in inglese writers), MC e breakers usano per distinguersi. Nella cultura hip hop è utilizzata al posto del nome e definisce non solo una data persona, ma anche il suo modo di fare o un lato caratteristico. Il tag di un writer è essenziale, identifica l'artista in maniera inequivocabile e lo distingue dagli altri. L'attività di marcare una superficie con una tag viene chiamata tagging. Per tag bombing (letteralmente "bombardamento di tag") s'intende la riproduzione del proprio tag su vasta scala in una determinata area di un centro urbano.
Il tag può rappresentare anche un segno di riconoscimento tra gruppi. Più writer  o MC che si incontrano possono decidere di firmarsi tutti con un unico tag, in modo da farsi riconoscere come gruppo (crew). Il proprietario di un tag talvolta può scegliere di farsi riconoscere personalmente "indossando" il proprio tag, per esempio in forma di ciondolo, tatuaggio, scritta su una T-shirt e così via.Il primo tag della storia è stata realizzata da Cornbread a Filadelfia nel 1967.

## Particolarità
Anche gli esponenti del graffitismo americano facevano uso di tag, ad esempio la tag di Keith Haring era il cosiddetto radiant child e quella di Jean-Michel Basquiat la corona.
Le tag sono utilizzate anche per marcare territori appartenenti a una gang, infatti non è raro trovarne in quartieri malfamati come "South Beach", San Francisco.